# تارسم سینگ (ورزشکار)
تارسم سینگ (انگلیسی: Tarsem Singh; ۹ دسامبر ۱۹۴۶ – ۲۸ نوامبر ۲۰۰۵) بازیکن هاکی روی چمن اهل هند بود.